# Тернер, Честер
Честер Дьюэйн Тернер (англ. Chester Dewayne Turner; 5 ноября 1966 года, Уоррен, Арканзас, США) — американский серийный убийца, афроамериканец. Приговорен к смертной казни за изнасилования и убийства 14 женщин, а также смерть одного нерожденного ребёнка своей жертвы. Все убийства были совершены в Лос-Анджелесе в период с 1987 по 1998. 

## Ранние годы
Честер Тернер родился 5 ноября 1966 года в городе Уоррен, штат Арканзас. В 1971 году его родители развелись и он с матерью переехал в Калифорнию. Семья проживала в Южном Лос-Анджелесе, одном из самых социально-неблагополучном районе города, чтобы прокормить сына, мать Честера в 1970-х работала на двух работах одновременно, не уделяя должного воспитания сыну, что сказывалось на его поведении. Так как большую часть свободного времени Тернер был предоставлен самому себе, он стал прогуливать школу и больше времени проводить на улице, общаясь с такими же неблагополучными подростками, постепенно втягиваясь в криминальную жизнь. Тернер посещал школу Locke High School, в школьные годы он славился нарушением дисциплины и попиранием социальных норм, результатом чего стало, что в 1983 году Честер Тернер был отчислен из школы. Через некоторое время Тернер был впервые арестован за нападение с применением оружия, но жертва отделалась лишь испугом. Тернер был приговорен к нескольким месяцам заключения и оказался на свободе в начале 1984 года. Стараясь держаться подальше от криминала, Тернер находит работу и в течение ряда лет работает разносчиком пиццы в сети пиццерии Dominos. Большую часть свободного и рабочего времени Тернер проводит в четырёх кварталах Южного Лос-Анджелеса по обе стороны улицы Фигероа-Стрит, где расположено множество отелей и распространена проституция. В конце 1980-х Тернер женится на школьной подруге Фелицией Колиер, но несмотря на это, продолжает много времени проводить в обществе проституток и сутенеров. В это же время он по протекции администрации пиццерии Dominos начинает обучение по специальности менеджер, но незадолго до окончания обучения и рождения первого ребёнка — в конце 1991 года, Тернер снова подвергается аресту и его криминальная карьера набирает обороты, благодаря чему он попадает под пристальное внимание полиции.

## Криминальная карьера
Приговорён к смертной казни. По результатам анализа ДНК причастен к 13 убийствам женщин в Лос-Анджелесе с 1987 по 1998 год.

## Дело Джонса
Несколько убийств, совершенных Тернером, были ошибочно приписаны Дэвиду Аллену Джонсу. Джонса осудили. Однако, когда анализы ДНК доказали его невиновность, он был освобождён из тюрьмы в марте 2004 года и реабилитирован. В качестве компенсации за 11 лет, проведённых в тюрьме, он получил 720 000 долларов США.